# Albuka
Albuka (lat. Albuca), velik i rasprostranjen biljni rod iz porodice šparogovki smješten u tribus Ornithogaleae, ili Dipcadieae, dio potporodice Scilloideae. 
Postoji preko 160 vrsta, poglavito trajnica, rasprostranjenih po cijeloj Africi i Arapskom poluotoku. Poznatija vrsta je A. nelsonii, bijelih cvjetova sa zelenim prugama, koja je kod naroda Xhoza poznata kao Intelezi.

## Vrste
1. Albuca abyssinica Jacq.
2. Albuca acuminata Baker
3. Albuca adlami Baker
4. Albuca albucoides (Aiton) J.C.Manning & Goldblatt
5. Albuca amboensis (Schinz) Oberm.
6. Albuca amoena (Batt.) J.C.Manning & Goldblatt
7. Albuca anisocrispa Mart.-Azorín & M.B.Crespo
8. Albuca annulata Mart.-Azorín & M.B.Crespo
9. Albuca arenosa J.C.Manning & Goldblatt
10. Albuca aurea Jacq.
11. Albuca autumnula (U.Müll.-Doblies & D.Müll.-Doblies) J.C.Manning & Goldblatt
12. Albuca bakeri Mart.-Azorín & M.B.Crespo
13. Albuca barbata (Jacq.) J.C.Manning & Goldblatt
14. Albuca batteniana Hilliard & B.L.Burtt
15. Albuca bifolia Baker
16. Albuca bifoliata R.A.Dyer
17. Albuca boucheri U.Müll.-Doblies
18. Albuca bracteata (Thunb.) J.C.Manning & Goldblatt
19. Albuca bruce-bayeri U.Müll.-Doblies
20. Albuca buchananii Baker
21. Albuca buffelspoortensis van Jaarsv.
22. Albuca canadensis (L.) F.M.Leight.
23. Albuca candida (Oberm.) J.C.Manning & Goldblatt
24. Albuca caudata Jacq.
25. Albuca chartacea (Mart.-Azorín, M.B.Crespo & A.P.Dold) J.C.Manning & Goldblatt
26. Albuca chlorantha Welw. ex Baker
27. Albuca ciliaris U.Müll.-Doblies
28. Albuca clanwilliamae-gloria U.Müll.-Doblies
29. Albuca collina Baker
30. Albuca comosa (Welw. ex Baker) J.C.Manning & Goldblatt
31. Albuca concordiana Baker
32. Albuca consanguinea (Kunth) J.C.Manning & Goldblatt
33. Albuca cooperi Baker
34. Albuca corymbosa Baker
35. Albuca costatula (U.Müll.-Doblies & D.Müll.-Doblies) J.C.Manning & Goldblatt
36. Albuca craibii (Mart.-Azorín, M.B.Crespo & A.P.Dold) J.C.Manning & Goldblatt
37. Albuca cremnophila van Jaarsv. & A.E.van Wyk
38. Albuca crinifolia Baker
39. Albuca crispa J.C.Manning & Goldblatt
40. Albuca crudenii Archibald
41. Albuca dalyae Baker
42. Albuca darlingana U.Müll.-Doblies
43. Albuca deaconii van Jaarsv.
44. Albuca decipiens U.Müll.-Doblies
45. Albuca deserticola J.C.Manning & Goldblatt
46. Albuca dilucula (Oberm.) J.C.Manning & Goldblatt
47. Albuca dinteri U.Müll.-Doblies
48. Albuca donaldsonii Rendle
49. Albuca dyeri (Poelln.) J.C.Manning & Goldblatt
50. Albuca echinosperma U.Müll.-Doblies
51. Albuca engleriana K.Krause & Dinter
52. Albuca etesiogaripensis U.Müll.-Doblies
53. Albuca exigua (Mart.-Azorín, M.B.Crespo, A.P.Dold, M.Pinter & Wetschnig) J.C.Manning
54. Albuca fastigiata Dryand.
55. Albuca fibrotunicata Gledhill & Oyewole
56. Albuca flaccida Jacq.
57. Albuca foetida U.Müll.-Doblies
58. Albuca fragrans Jacq.
59. Albuca gageoides K.Krause
60. Albuca galeata Welw. ex Baker
61. Albuca gariepensis J.C.Manning & Goldblatt
62. Albuca gentilii De Wild.
63. Albuca gethylloides (U.Müll.-Doblies & D.Müll.-Doblies) J.C.Manning & Goldblatt
64. Albuca gildenhuysii (van Jaarsv.) van Jaarsv.
65. Albuca glandulifera J.C.Manning & Goldblatt
66. Albuca glandulosa Baker
67. Albuca glauca Baker
68. Albuca glaucifolia (U.Müll.-Doblies & D.Müll.-Doblies) J.C.Manning & Goldblatt
69. Albuca goswinii U.Müll.-Doblies
70. Albuca grandis J.C.Manning & Goldblatt
71. Albuca hallii U.Müll.-Doblies
72. Albuca hereroensis Schinz
73. Albuca hesquaspoortensis U.Müll.-Doblies
74. Albuca homblei De Wild.
75. Albuca humilis Baker
76. Albuca juncifolia Baker
77. Albuca karachabpoortensis (U.Müll.-Doblies & D.Müll.-Doblies) J.C.Manning & Goldblatt
78. Albuca karasbergensis Glover
79. Albuca karooica U.Müll.-Doblies
80. Albuca katangensis De Wild.
81. Albuca kirkii (Baker) Brenan
82. Albuca kirstenii (J.C.Manning & Goldblatt) J.C.Manning & Goldblatt
83. Albuca knersvlaktensis (U.Müll.-Doblies & D.Müll.-Doblies) J.C.Manning & Goldblatt
84. Albuca kundelungensis De Wild.
85. Albuca lebaensis (van Jaarsv.) J.C.Manning & Goldblatt
86. Albuca leucantha U.Müll.-Doblies
87. Albuca littoralis (N.R.Crouch, D.Styles, A.J.Beaumont & Mart.-Azorín) J.C.Manning
88. Albuca longifolia Baker
89. Albuca longipes Baker
90. Albuca macowanii Baker
91. Albuca malangensis Baker
92. Albuca massonii Baker
93. Albuca monarchos (U.Müll.-Doblies & D.Müll.-Doblies) J.C.Manning & Goldblatt
94. Albuca monophylla Baker
95. Albuca myogaloides Welw. ex Baker
96. Albuca namaquensis Baker
97. Albuca nana Schönland
98. Albuca nathoana (U.Müll.-Doblies & D.Müll.-Doblies) J.C.Manning & Goldblatt
99. Albuca navicula U.Müll.-Doblies
100. Albuca nelsonii N.E.Br.
101. Albuca nigritana (Baker) Troupin
102. Albuca obtusa J.C.Manning & Goldblatt
103. Albuca osmynella (U.Müll.-Doblies & D.Müll.-Doblies) J.C.Manning & Goldblatt
104. Albuca ovata (Thunb.) J.C.Manning & Goldblatt
105. Albuca papyracea J.C.Manning & Goldblatt
106. Albuca paradoxa Dinter
107. Albuca paucifolia (U.Müll.-Doblies & D.Müll.-Doblies) J.C.Manning & Goldblatt
108. Albuca pearsonii (F.M.Leight.) J.C.Manning & Goldblatt
109. Albuca pendula B.Mathew
110. Albuca pendulina (U.Müll.-Doblies & D.Müll.-Doblies) J.C.Manning & Goldblatt
111. Albuca pentheri (Zahlbr.) J.C.Manning & Goldblatt
112. Albuca polyodontula (U.Müll.-Doblies & D.Müll.-Doblies) J.C.Manning & Goldblatt
113. Albuca polyphylla Baker
114. Albuca prasina (Ker Gawl.) J.C.Manning & Goldblatt
115. Albuca prolifera J.H.Wilson
116. Albuca psammophora (U.Müll.-Doblies & D.Müll.-Doblies) J.C.Manning & Goldblatt
117. Albuca pseudobifolia Mart.-Azorín & M.B.Crespo
118. Albuca pulchra (Schinz) J.C.Manning & Goldblatt
119. Albuca rautanenii (Schinz) J.C.Manning & Goldblatt
120. Albuca recurva (Oberm.) J.C.Manning & Goldblatt
121. Albuca riebeekkasteelberganula U.Müll.-Doblies
122. Albuca robertsoniana U.Müll.-Doblies
123. Albuca rogersii Schönland
124. Albuca roodeae (E.Phillips) J.C.Manning & Goldblatt
125. Albuca rupestris Hilliard & B.L.Burtt
126. Albuca sabulosa (U.Müll.-Doblies & D.Müll.-Doblies) J.C.Manning & Goldblatt
127. Albuca scabrocostata (U.Müll.-Doblies & D.Müll.-Doblies) J.C.Manning & Goldblatt
128. Albuca scabromarginata De Wild.
129. Albuca schinzii Baker
130. Albuca schlechteri Baker
131. Albuca schoenlandii Baker
132. Albuca secunda (Jacq.) J.C.Manning & Goldblatt
133. Albuca seineri (Engl. & K.Krause) J.C.Manning & Goldblatt
134. Albuca semipedalis Baker
135. Albuca setosa Jacq.
136. Albuca shawii Baker
137. Albuca somersetianum ined.
138. Albuca spiralis L.f.
139. Albuca stapffii (Schinz) J.C.Manning & Goldblatt
140. Albuca steudneri Schweinf. & Engl.
141. Albuca strigosula (U.Müll.-Doblies & D.Müll.-Doblies) J.C.Manning & Goldblatt
142. Albuca stuetzeliana (U.Müll.-Doblies & D.Müll.-Doblies) J.C.Manning & Goldblatt
143. Albuca suaveolens (Jacq.) J.C.Manning & Goldblatt
144. Albuca subglandulosa (U.Müll.-Doblies & D.Müll.-Doblies) J.C.Manning & Goldblatt
145. Albuca subspicata Baker
146. Albuca sudanica A.Chev.
147. Albuca tenuifolia Baker
148. Albuca tenuis Knudtzon
149. Albuca thermarum van Jaarsv.
150. Albuca tortuosa Baker
151. Albuca toxicaria (C.Archer & R.H.Archer) J.C.Manning & Goldblatt
152. Albuca trachyphylla U.Müll.-Doblies
153. Albuca tubiformis (Oberm.) J.C.Manning & Goldblatt
154. Albuca unifolia (Retz.) J.C.Manning & Goldblatt
155. Albuca unifoliata G.D.Rowley
156. Albuca variegata De Wild.
157. Albuca villosa U.Müll.-Doblies
158. Albuca virens (Lindl.) J.C.Manning & Goldblatt
159. Albuca viscosa L.f.
160. Albuca vittata Ker Gawl.
161. Albuca volubilis (H.Perrier) J.C.Manning & Goldblatt
162. Albuca watermeyeri (L.Bolus) J.C.Manning & Goldblatt
163. Albuca weberlingiorum U.Müll.-Doblies
164. Albuca xanthocodon Hilliard & B.L.Burtt
165. Albuca yerburyi Ridl.
166. Albuca zebrina Baker
167. Albuca zenkeri Engl.